# Grand Prix Singapuru Formuły 1
Grand Prix Singapuru – wyścig zaliczany do Mistrzostw Świata Formuły 1. Po raz pierwszy został zorganizowany w sezonie 2008 na ulicznym torze Marina Bay Street Circuit w Singapurze. Był pierwszym w historii Formuły 1 wyścigiem, który odbył się w nocy przy sztucznym oświetleniu. W związku z tym jest to również jeden z najbardziej niebezpiecznych wyścigów, ponieważ Singapur jest krajem, w którym często padają deszcze równikowe, co w połączeniu ze sztucznym oświetleniem może znacznie ograniczać widoczność kierowcom.
W 2020 roku z powodu pandemii COVID-19 oraz braku zgody na organizację imprezy bez kibiców wyścig został odwołany.

## Zwycięzcy Grand Prix Singapuru w Formule 1
| Sezon | Kierowca         | Konstruktor      | Tor                       |        |
| ----- | ---------------- | ---------------- | ------------------------- | ------ |
| 2008  | Fernando Alonso  | Renault          | Marina Bay Street Circuit | Wyniki |
| 2009  | Lewis Hamilton   | McLaren-Mercedes | Marina Bay Street Circuit | Wyniki |
| 2010  | Fernando Alonso  | Ferrari          | Marina Bay Street Circuit | Wyniki |
| 2011  | Sebastian Vettel | Red Bull-Renault | Marina Bay Street Circuit | Wyniki |
| 2012  | Sebastian Vettel | Red Bull-Renault | Marina Bay Street Circuit | Wyniki |
| 2013  | Sebastian Vettel | Red Bull-Renault | Marina Bay Street Circuit | Wyniki |
| 2014  | Lewis Hamilton   | Mercedes         | Marina Bay Street Circuit | Wyniki |
| 2015  | Sebastian Vettel | Ferrari          | Marina Bay Street Circuit | Wyniki |
| 2016  | Nico Rosberg     | Mercedes         | Marina Bay Street Circuit | Wyniki |
| 2017  | Lewis Hamilton   | Mercedes         | Marina Bay Street Circuit | Wyniki |
| 2018  | Lewis Hamilton   | Mercedes         | Marina Bay Street Circuit | Wyniki |
| 2019  | Sebastian Vettel | Ferrari          | Marina Bay Street Circuit | Wyniki |
| 2022  | Sergio Pérez     | Red Bull-RBPT    | Marina Bay Street Circuit | Wyniki |
| 2023  | Carlos Sainz Jr. | Ferrari          | Marina Bay Street Circuit | Wyniki |
| 2024  | Lando Norris     | McLaren-Mercedes | Marina Bay Street Circuit | Wyniki |
| Sezon | Kierowca         | Konstruktor      | Tor                       |        |

Liczba zwycięstw (kierowcy):
- 5 – Sebastian Vettel
- 4 – Lewis Hamilton
- 2 – Fernando Alonso
- 1 – Lando Norris, Sergio Pérez, Nico Rosberg, Carlos Sainz Jr.

Liczba zwycięstw (konstruktorzy):
- 4 – Ferrari, Mercedes, Red Bull
- 2 – McLaren
- 1 – Renault

Liczba zwycięstw (producenci silników):
- 6 – Mercedes
- 4 – Ferrari, Renault
- 1 – RBPT